# Alfred Cavendish
Alfred Edward John Cavendish, CMG, FRGS (* 19. Juni 1859; † 2. Februar 1943) war ein britischer Offizier und zuletzt Brigadegeneral der British Army, der bei Ausbruch des Ersten Weltkrieges und der damit verbundenen Aufstellung der britischen Expeditionsstreitkräfte im August 1914 assistierender Generaladjutant dieser British Expeditionary Force (BEF) wurde.

## Leben

### Ausbildung und Verwendungen als Offizier

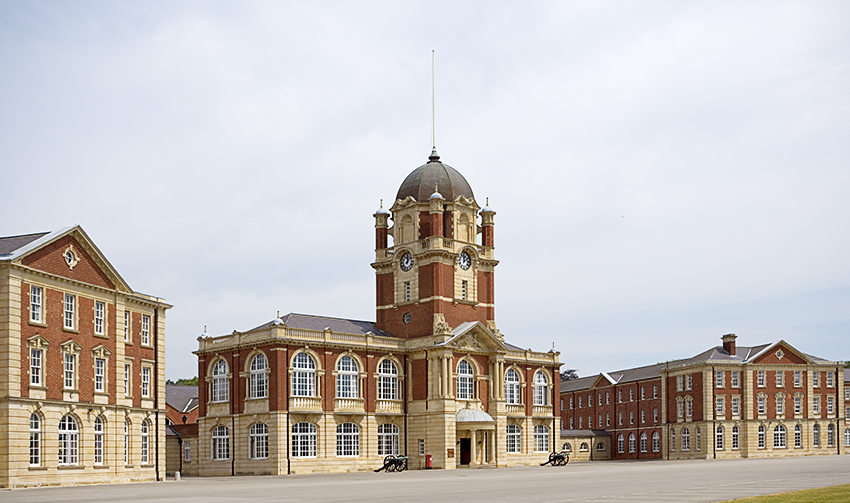
Alfred Edward John Cavendish absolvierte eine Offiziersausbildung am Royal Military College Sandhurst.

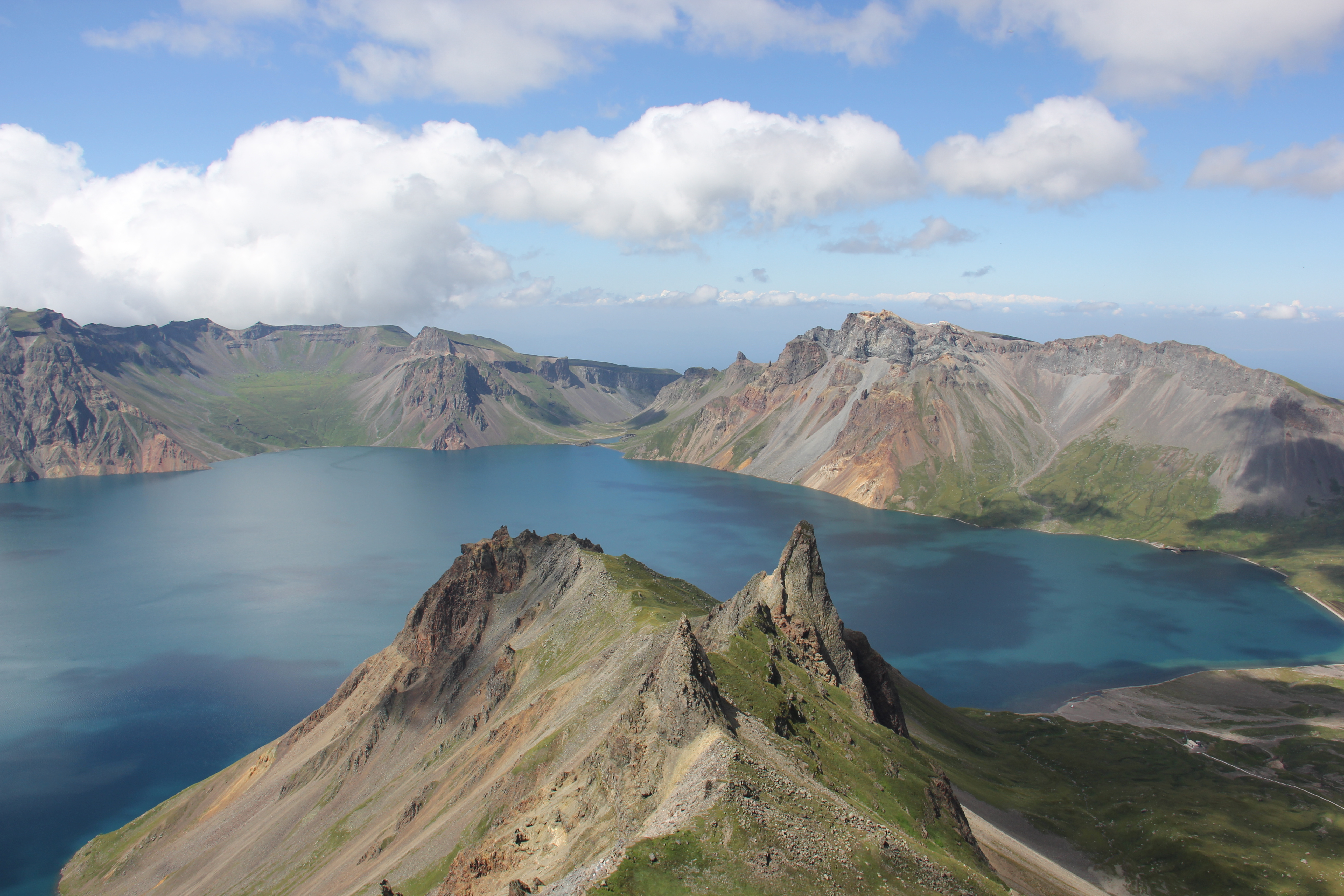
Über seine 1891 erfolgte Besteigung des Paektusan in Korea veröffentlichte er 1894 Korea and the sacred White Mountain.

Alfred Edward John Cavendish war der Sohn des Mitarbeiters des Außenministeriums Francis William Henry Cavendish (1820–1893) und Lady Eleanor Sophia Diana FitzGibbon (1823–1915), Tochter des Abgeordneten des Unterhauses (House of Commons) und späteren Lord Lieutenant des County, Richard Hobart FitzGibbon, 3. Earl of Clare (1793–1864). Sein Großvater väterlicherseits war General Henry Frederick Compton Cavendish (1789–1873). Er absolvierte nach dem Schulbesuch als Gentleman Cadet eine Offiziersausbildung am Royal Military College Sandhurst und wurde nach deren Beendigung am 14. Januar 1880 als Leutnant (Second Lieutenant) in das Linieninfanterieregiment 91st (Argyllshire Highlanders) Regiment of Foot übernommen, aus dem nach der Zusammenlegung mit dem 93rd (Sutherland Highlanders) Regiment of Foot 1881 das Linieninfanterieregiment (Princess Louise’s) Argyll and Sutherland Highlanders entstand. Er war zwischen dem 12. August 1885 und dem 22. November 1887 Adjutant der (Princess Louise’s) Argyll and Sutherland Highlanders und wurde in dieser Verwendung am 12. Juni 1886 auch zum Hauptmann (Captain) befördert.
1891 bestieg er den Paektusan in Korea und veröffentlichte hierüber 1894 Korea and the sacred White Mountain. Während des Ersten Japanisch-Chinesischen Krieges (25. Juli 1894 bis 17. April 1895) war er als Attaché Verbindungsoffizier bei der Armee des Kaiserreichs China. Nach weiteren Posten innerhalb des (Princess Louise’s) Argyll and Sutherland Highlanders-Regiments wurde er am 12. Februar 1897 zum Major befördert und wurde als solcher am 12. November 1897 als stellvertretender Assistierender Generaladjutant in den Stab abgeordnet.
Während des Zweiten Burenkrieges (1899 bis 1902) wurde Major Cavendish am 23. Januar 1900 stellvertretender Assistierender Generaladjutant der in Südafrika eingesetzten 8. Division und wurde für seine dortigen Verdienste zum 29. November 1900 zum Companion des Order of St Michael and St George (CMG) ernannt sowie am 16. April 1901 im Kriegsbericht erwähnt (Mentioned in dispatches). Nach seiner Rückkehr übernahm er weitere Posten und wurde bei gleichzeitiger Beförderung zum Oberstleutnant (Lieutenant-Colonel) am 27. Juni 1907 Kommandeur eines Bataillons der (Princess Louise’s) Argyll and Sutherland Highlanders-Regiments. Nach Beendigung seiner Dienstzeit als Bataillonskommandeur wurde er am 27. Juni 1911 auf Halbsold (Half-pay List) gesetzt, gleichwohl in dieser Zeit am 30. August 1911 zum Oberst (Colonel) befördert.

### Erster Weltkrieg
Nach fast zweijähriger Zeit auf der Halbsold-Liste wurde Alfred Cavendish am 9. Mai 1913 Assistierender Generaladjutant des Heereskommandos Süd (Southern Command). Nachdem es zu Beginn des Ersten Weltkrieges im August 1914 zur Aufstellung der Britischen Expeditionsstreitkräfte BEF (British Expeditionary Force) gekommen war, wurde er 25. August 1914 Assistierender Generaladjutant der BEF und behielt diesen Posten bis zum 2. Januar 1915. Im Anschluss war er bei gleichzeitiger Verleihung des zeitlich befristeten Dienstgrades eines Brigadegenerals (Temporary Brigadier-General) vom 2. Januar bis zum 21. April 1915 Generalquartiermeister des V. Korps (V Corps). Er selbst wurde am 10. Mai 1915 Assistierender Generaladjutant der Mittelmeer-Expeditionsstreitkräfte MEF (Mediterranean Expeditionary Force) sowie der Dardanellen-Armee (Dardanelles Army) und behielt diese Funktion bis zu seiner neuerlichen Versetzung auf die Halbsold-Liste am 11. Februar 1916.
Unter den Voraussetzungen der Artikel 120 und 522 der Royal Warrant for Pay and Promotion von 1914 wurde Oberst Cavendish am 19. Juni 1916 abermals von der Halbsold-Liste in den aktiven Dienst zurückbeordert, Daraufhin wurde er unter neuerlicher Verleihung des zeitlich befristeten Dienstgrades eines Brigadegenerals am 14. Juli 1916 als Assistierender Generaladjutant im Hauptquartier des Südafrika-Kommandos (South African Command). und in dieser Position am 19. Oktober 1917 bestätigt. Er bekleidete diesen Dienstposten bis zum 1. Februar 1918 und trat am 11. Mai 1918 in Disposition.
Alfred Cavendish war seit dem 18. Mai 1886 mit Alice Isabella Van der Byl († 1944) verheiratet, Tochter von John Van der Byl. Aus dieser Ehe ging der Sohn Ralph Henry Voltelin Cavendish (1887–1968) hervor, der im Zweiten  Weltkrieg als Oberst der British Home Guard diente und 1952 Deputy Lieutenant (DL) der Grafschaft Kent wurde.

## Veröffentlichung
- Korea and the sacred White Mountain, G. Philip & Son, London 1894